# Hunyadi János szörényi bán
Ifjabb Hunyadi János (1419 körül – 1440 vagy 1441) Serbe fia Vajk és Morzsinai Erzsébet fia, Hunyadi János öccse, I. Mátyás magyar király apai nagybátyja.  1439–1440-ben szörényi bán volt. 
Először a családja négy tagja számára 1419. február 12-én kiállított oklevélben említik. 1439-ben Albert király bátyjával együtt szörényi bánná nevezte ki, mely évtől kezdve részt vett bátyja törökellenes harcaiban. Valószínűleg csatában esett el valamikor 1440–1441 körül; Gyulafehérváron temették el, a Szent Mihály-székesegyházban. Bátyja úgy írt róla, mint vitézek vitéze. 